# Doplňovací volby

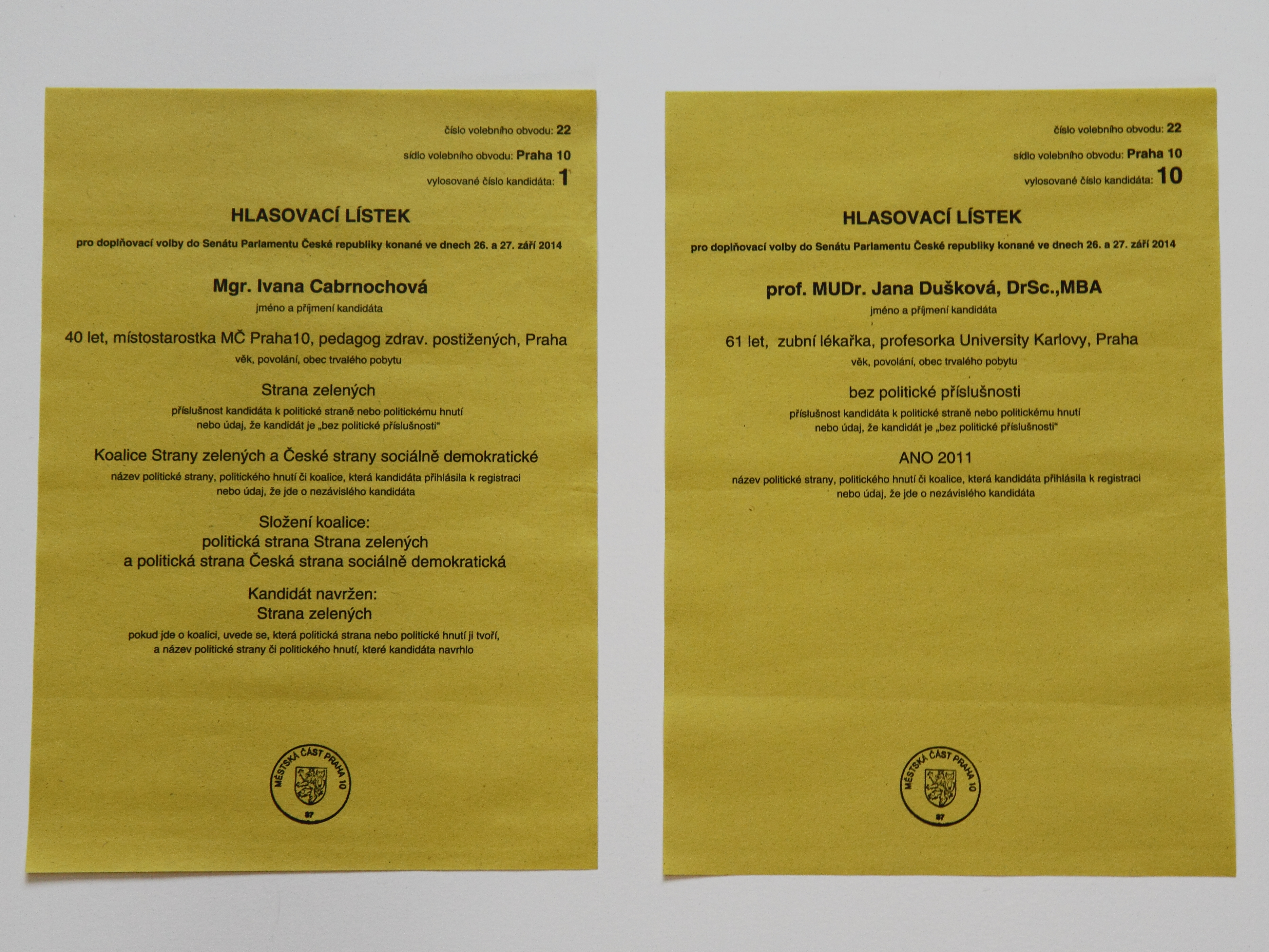
Hlasovací lístky do druhého kola doplňovacích voleb do Senátu Parlamentu ČR ve volebním obvodu č. 22 – Praha 10, konaných 26.–27. září 2014.

Doplňovací volby jsou volby do zastupitelského orgánu (např. parlamentu) konané za účelem zaplnění politického mandátu, který se uvolnil v období mezi řádnými volbami.
Doplňovací volby se konají v případě smrti nebo rezignace dosavadního vykonavatele mandátu. Důvodem pro jejich konání je také nezpůsobilost držitele mandátu k vykonávání funkce (neslučitelnost funkcí, odvolání, výkon trestu atd.). Nově zvolený senátor či poslanec vykonává funkci po zbytek volebního období svého předchůdce.
Charakter doplňovacích voleb se v jednotlivých zemích liší v závislosti na místní legislativě. Doplňovací volby se rovněž liší v závislosti na podobě volebního systému. Primárně se ale týkají většinových volebních systémů, kde se volí zpravidla v jednomandátových obvodech (tj. volí se pouze jeden kandidát, ne několik na kandidátní listině).

## V tzv. jednokolových většinových volebních systémech (FPTP, tj. first-past-the post)
Tato kategorie se týká většiny zemí Commonwealthu, např. Velká Británie či Kanada, a dále také Spojené státy. Volí se v jednomandátových obvodech a vyhrává kandidát s nejvyšším počtem hlasů. V případě rezignace či úmrtí se konají doplňovací volby v příslušném obvodu stejným způsobem.
Australský volební systém je zvláštním případem jednokolového většinového volebního systému. Do australské Sněmovny reprezentantů se volí v jednomandátových obvodech a vítězný kandidát musí mít víc než 50 procent hlasů. Volič musí na svém volebním lístku přiřadit podle vlastních preferencí čísla k jednotlivým kandidátům. Pokud kandidát, který získal nejvíc hlasů, má míň než 50 procent hlasů, přerozdělují se hlasy kandidáta, pro kterého hlasovalo nejmíň voličů, a to podle tomu, kdo je na volebním lístku označen číslem 2. Takto se postupuje, dokud jeden z kandidátů nezíská víc než polovinu hlasů. Doplňovací volby se konají stejným způsobem. Do australského senátu se volí ve vícemandátových obvodech (2 senátoři připadají na jedno teritorium a 6 na jeden stát). Ke každému obvodu je daná kvóta, tedy počet hlasů, který kandidát musí mít, aby byl zvolen. Je možné buď volit „pod čarou“, tj. označit každého z kandidátů číslem podle vlastních preferencí, nebo „nad čarou“, tj. pouze označit preferovanou stranu. Kandidáti se potom seřadí v pořadí určeném stranou. Pokud žádný kandidát nepřekročí kvótu, hlasy se rozdělují stejně jako ve volbách do Sněmovny reprezentantů. Pokud ano, hlasy, kterými překročil kvótu, se rozdělí mezi ostatní a pokračuje se stejně. Doplňovací volby se nekonají; místo je ve většině případů zaplněno stranou, za kterou byl senátor zvolen.

## V tzv. dvoukolových většinových volebních systémech
Do této kategorie patří například Senát Parlamentu České republiky nebo Národní shromáždění ve Francii. Volí se v jednomandátových volebních obvodech ve dvou kolech. Pokud jeden z kandidátů v prvním kole nezíská více než polovinu hlasů, dva kandidáti s nejvyšším ziskem postupují do druhého kola. Zvolen je ten kandidát, který získá vyšší počet hlasů. Doplňovací volby se konají stejným způsobem jako v předchozím případě.

## V poměrném volebním systému
Doplňovací volby se v systémech s poměrným volebním systémem nekonají. V případě rezignace či úmrtí kandidáta na jeho místo nastupuje náhradník („první pod čarou“) na kandidátní listině zvolený podle předchozích voleb. Takto se postupuje například ve volbách do Poslanecké sněmovny Parlamentu ČR.
Kombinací mezi oběma systémy jsou volby do jednokomorového parlamentu na Novém Zélandu. Voliči mají k dispozici dva hlasy. První je pro kandidátní listinu strany (ten je rozhodující, na základě těchto hlasů se pak počítá celková proporcionalita křesel v parlamentu). Druhým zvolí konkrétního kandidáta (zástupce strany) za svůj okrsek (systémem FPTP, tedy vyhrává ten kandidát, který získá největší počet hlasů). Pokud rezignuje kandidát strany z kandidátní listiny, na jeho místo nastoupí náhradník, tj. další v pořadí z kandidátní listiny. Pokud ale rezignuje zástupce za konkrétní okrsek, na zaplnění jeho místa se konají doplňovací volby.

## Dopad doplňovacích voleb
Na doplňovacích volbách se mohou ukazovat změny preferencí voličů od posledních řádných voleb. Podle jejich výsledků tak lze předvídat možné výsledky následujících řádných voleb. Doplňovací volby mohou být zásadní, pokud má vláda jen těsnou většinu. Když takto vládnoucí strana prohraje několikery doplňovací volby, může se stát menšinovou a takto oslabená prohrát hlasování o nedůvěře vlády (např. labouristická vláda Jamese Callaghana ve Velké Británii [1976-1979]), nebo příští řádné volby (např. konzervativní vláda Johna Majora ve Velké Británii [1992-1997]).
Doplňovací volby mohou hrát roli v případě, že mohou posílit malou stranu tak, aby bylo možné založit poslanecký či senátorský klub. V Kanadě mohou straně napomoci získat „oficiální status“ (k tomu je potřeba minimálně 12 poslanců v Dolní sněmovně, strana získává např. peníze na kampaň a právo účastnit se interpelací). To se povedlo Ontario New Democratic Party v roce 2004 vítězstvím Andrey Horwath v doplňovacích volbách v Ontariu.

## Doplňovací volby v České republice
V České republice se doplňovací volby týkají pouze Senátu Parlamentu České republiky, kam se volí dvoukolovým většinovým volebním systémem. Mandát senátora zaniká podle Ústavy odepřením slibu nebo složením slibu s výhradou, uplynutím volebního období (tj. 6 let), vzdáním se mandátu, ztrátou volitelnosti anebo vznikem neslučitelnosti funkcí (tj. např. úřad prezidenta republiky a funkce soudce). Mandát zaniká rovněž smrtí.
Pokud mandát senátora v průběhu volebního období zanikne, prezident vyhlásí doplňovací volby v příslušném obvodu v termínu nejpozději 90 dnů po zániku mandátu. Nový senátor je zvolen na zbytek volebního období, které příslušelo předchozímu senátorovi. Pokud mandát zanikne v posledním roce volebního období senátora, doplňovací volby se nekonají.

## Doplňovací volby ve Spojených státech
Ve Spojených státech se doplňovací volby konají v případě rezignace nebo úmrtí jak členů Senátu, tak Sněmovny reprezentantů.
Podle sedmnáctého dodatku ústavy může guvernér státu, za který byl bývalý senátor zvolen, jmenovat jeho nástupce do doby, než se konají volby (řádné nebo doplňovací). Praxe se liší podle pravidel jednotlivých států.

## Doplňovací volby ve Velké Británii
Ve Velké Británii se doplňovací volby týkají Dolní sněmovny. Každý její člen je zvolen za jeden okrsek systémem first-past-the-post (tj. vyhrává ten kandidát, který získá největší počet hlasů). V případě rezignace či úmrtí se konají v příslušném okrsku doplňovací volby stejným systémem.